# Oreste Baratieri
Oreste Baratieri (Condino, 13 de noviembre de 1841 - Sterzing, 7 de agosto de 1901) fue un militar y gobernador colonial italiano.

## Biografía
Comenzó su carrera integrando la expedición garibaldina de los Mil en 1860. Tras la unificación de Italia se unió al ejército italiano y luchó en la Batalla de Custoza (1866).
En 1887 comandó un regimiento en Eritrea (Etiopía). En 1891 alcanzó el grado de general, al siguiente año fue designado comandante de las tropas de su país en Eritrea y en 1893 fue nombrado gobernador del territorio. Durante ese período luchó contra fuerzas etíopes y obtuvo victorias contra los Mahdistas sudaneses, la más destacada en la batalla de Kassala (1894).

### Primera guerra ítalo-etíope
Tras el repudio del Tratado de Wuchale por el emperador etíope Menelik II, Baratieri invadió su país al frente de una fuerza de 20 000 hombres. Al comprobar que Menelik había conseguido levantar un ejército superior en número y adecuadamente equipado, Baratieri evitó una batalla campal hasta que, presionado por el primer ministro Francesco Crispi, presentó combate en febrero de 1896. En la Batalla de Adua Baratieri fue completamente derrotado por fuerzas seis veces superiores e Italia se vio forzada a reconocer la soberanía etíope en el Tratado de Addis Abeba.
Tras ser absuelto por una corte marcial en Asmara, pasó el resto de su vida retirado en el Tirol, falleciendo el 7 de agosto de 1901 en Sterzing.